# Traité de Paris (1856)
Pour les articles homonymes, voir traité de Paris.
 (février 2023).
Si vous disposez d'ouvrages ou d'articles de référence ou si vous connaissez des sites web de qualité traitant du thème abordé ici, merci de compléter l'article en donnant les références utiles à sa vérifiabilité et en les liant à la section « Notes et références ».

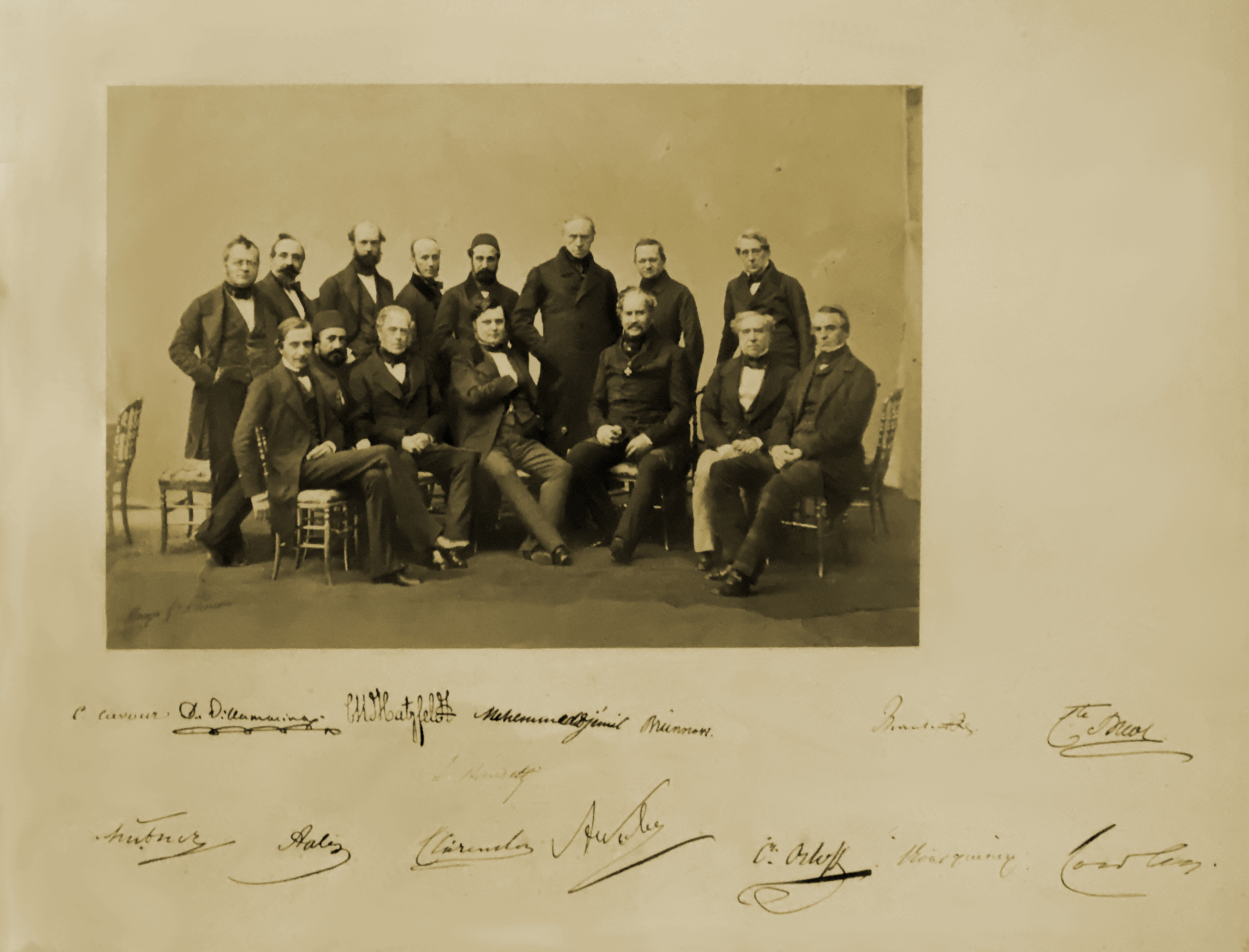
Les plénipotentiaires au congrès de Paris, 1856. De gauche à droite en commençant par le rang du haut : comte Cavour, marquis de Villamarina, comte de Hatzfeldt, Benedetti (secrétaire), Mohammed Djemil Pacha, baron de Brunnow, baron de Manteuffel, comte de Buol, baron de Hübner, Aali Pacha, comte de Clarendon, comte Walewski, comte Orloff, baron de Bourqueney, lord Cowley

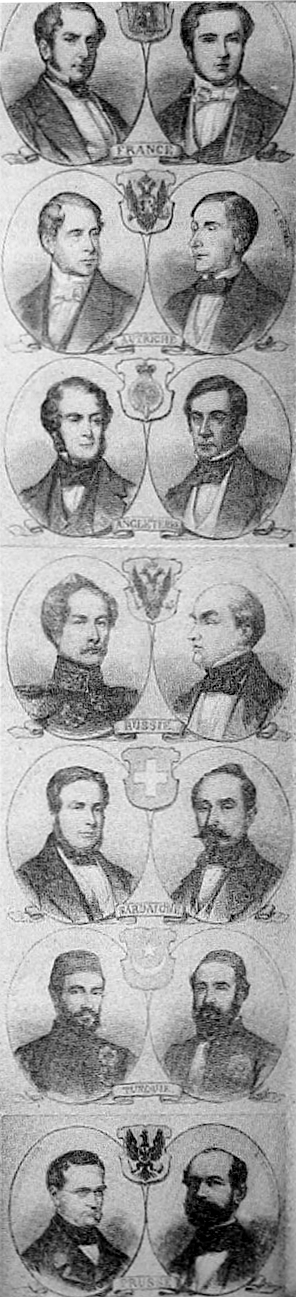
Les participants par pays : France, Autriche, Royaume-Uni, Russie, Sardaigne, Turquie, Prusse

Le traité de Paris du 30 mars 1856 met fin à la guerre de Crimée (1853-1856). Entré en vigueur le 16 avril 1856, il déclare la neutralité de la mer Noire et interdit la navigation aux navires de guerre et la construction de fortifications. Il marque un coup d'arrêt pour l'influence russe dans la région.

## Traité général de paix et d'amitié
Le traité proclame l’intégrité de l’Empire ottoman, qui est désormais admis à participer aux avantages du droit public et du « concert européen », et Constantinople semble désormais à l’abri du « projet grec » des Russes, qui échouent à faire de la mer Noire un « lac russe » (après avoir été un « lac turc ») : cette mer devient un espace géopolitique commercial dédié à des activités pacifiques.
Le traité reconnaît l’autonomie (héritée du Moyen-Âge) des principautés roumaines  de Moldavie et de Valachie, toujours tributaires de la « Sublime Porte » (depuis le XVIe siècle) et place cette autonomie, ainsi que celle de la Serbie (acquise en 1817) sous la garantie collective des puissances, ce qui porte en germe l’indépendance de la Roumanie et de la Serbie, qui seront reconnues au congrès de Berlin (1878).
L’Empire ottoman porte à la connaissance du congrès le « Hatti-Humayoun », firman du sultan Abdülmecit Ier, émis le 18 février 1856, qui reconnaît l’égalité de tous les habitants de l’empire, quelle que soit leur religion, sans pour autant abolir le système des « millets » qui les regroupe par confession.
En 1871, la Russie profite de la défaite française lors la guerre franco-allemande de 1870 pour dénoncer les clauses de la démilitarisation de la mer Noire.

## Déclaration sur le droit maritime
Les plénipotentiaires signent également, le 16 avril, une déclaration sur le droit maritime. Elle est le résultat d'un modus vivendi passé entre la France et le Royaume-Uni en 1854, qui concernait originellement la guerre de Crimée :
- Ces deux puissances avaient reconnu qu'elles n'opèreraient pas la saisie de biens ennemis sur des bateaux neutres ou de biens neutres sur des bateaux ennemis. Les belligérants avaient également déclaré qu'ils ne délivreraient plus de lettre de marque (abolition théorique de la guerre de course).

- La Déclaration de Paris confirme ces règles et y rajoute le principe que les blocus, pour être obligatoires, doivent être effectifs.

- Elle pose également le principe de la liberté des détroits maritimes. Elle sera complétée par la Convention de Constantinople sur la liberté des canaux interocéaniques en 1888.

- Le traité de Paris institue la première Commission du Danube, appelée Commission européenne du Danube, et oblige la Russie à rendre à la Moldavie une bande de territoire au nord des bouches du Danube[2],[3] et à la Turquie le delta du grand fleuve et Kars dans le Caucase, ce qui est ressenti comme une humiliation par les Russes puisque c'était la première fois depuis le XVIIe siècle qu'ils devaient rendre des territoires qu'ils avaient conquis.

- Il met en place des dispositions relatives à la neutralisation de la mer Noire et au statut international des détroits du Bosphore et des Dardanelles.

## Signataires
Les 52 États qui ont adhéré à cette déclaration sont les principaux États de l'époque hors Espagne et États-Unis. Les États-Unis, qui souhaitaient obtenir une exemption complète de prise en mer pour la propriété privée, ont retiré leur adhésion formelle, leur amendement n'ayant pas été accepté par toutes les puissances.
En 1861, au début de la guerre de Sécession, les États-Unis ont pourtant annoncé qu'ils respecteraient les principes de la déclaration pendant les hostilités. Ils ont fait de même en 1898 pendant la guerre contre l'Espagne en affirmant que la politique du gouvernement des États-Unis dans la conduite des hostilités serait de se conformer aux dispositions de la Déclaration. Les règles contenues dans cette déclaration ont été considérées plus tard comme faisant partie du droit international général et même les États-Unis, qui n'y sont pas formellement partie, suivent ses dispositions.

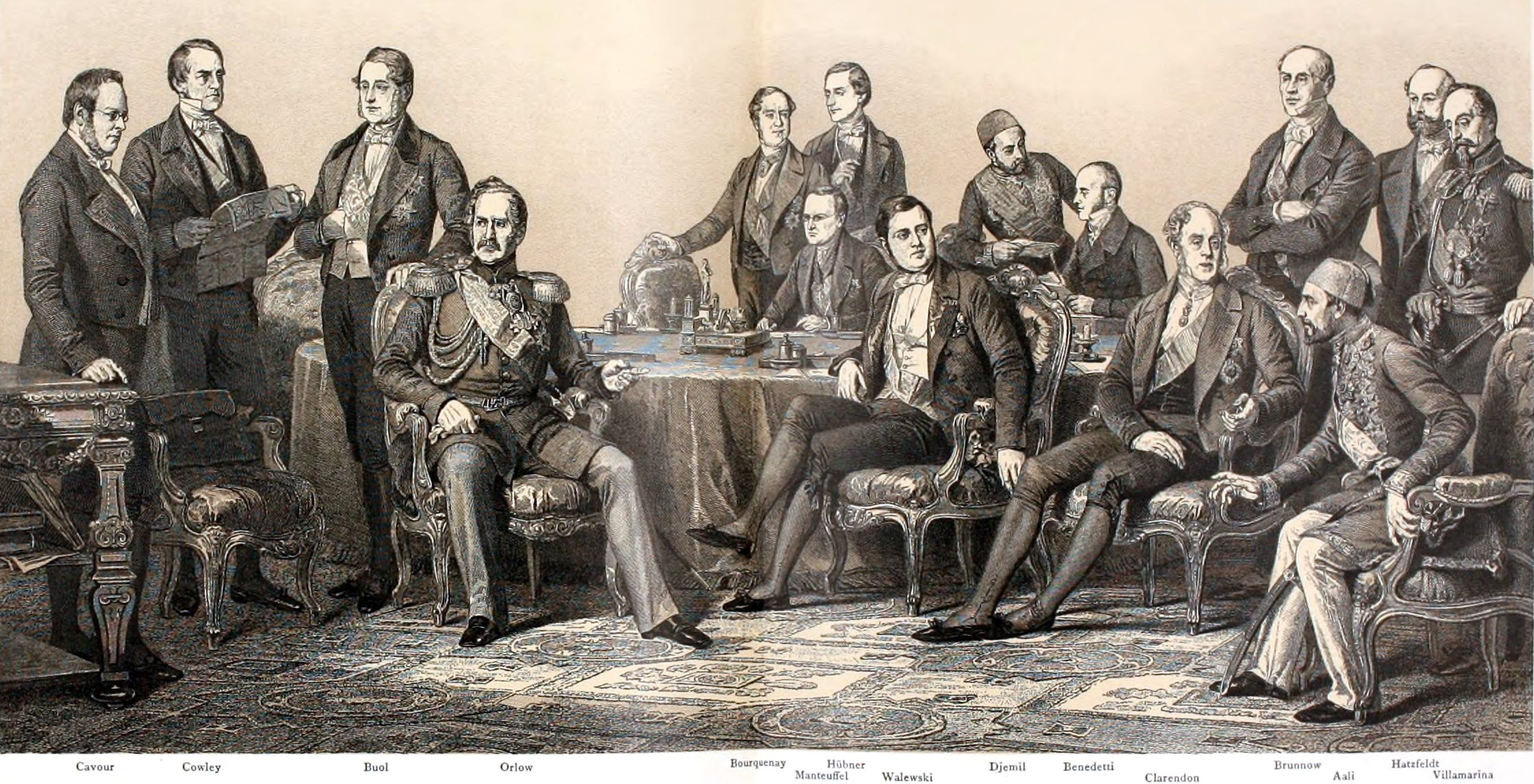
Les participants selon le graveur Auguste Blanchard, d'après un tableau d'Édouard Dubufe

### Iconographie
- Édouard Dubufe (1819-1883), Le Congrès de Paris du 25 février au 30 mars 1856, 1856, huile sur toile, 308 × 510 cm, Versailles, musée de l'Histoire de France.